# Хелм, Даррен
Даррен Хелм (21 января 1987; Сент-Эндрюс, Манитоба, Канада) — бывший канадский хоккеист, центральный нападающий. Двукратный обладатель Кубка Стэнли: в 2008 году в составе «Детройт Ред Уингз» и в 2022 году в составе «Колорадо Эвеланш».

## Юниорский этап карьеры
Даррен Хелм начал свою юниорскую карьеру в команде «Селкирк Фишермен» (Юниорская Хоккейная Лига Кейстоуна). Хелм был лучшим по системе гол+пас (73 очка), что во многом помогло «Фишермен» выиграть чемпионство. Также сыграл 6 матчей за «Селкирк Стилерз» в Молодёжной Хоккейной Лиге Манитобы. Начиная со следующего сезона, Хелм играл за «Медисин-Хат Тайгерс» (Западная хоккейная лига). Он сумел набрать 24 очка в регулярном чемпионате и 8 очков в плей-офф. На драфте 2005 года Даррена Хелма выбрали «Детройт Ред Уингз» под общим 132-м номером в 5-м раунде. Во втором сезоне в Западной хоккейной лиге он был лучшим по очкам (79) в своей команде, что помогло «Тайгерс» выиграть регулярный чемпионат. Однако в полуфинале они проиграл «Мус-Джо Уорриорз». 27 сентября 2006 года Даррен Хелм подписал контракт новичка сроком на три года с «Ред Уингз», однако сезон 2006/07 в «Тайгерз» и помог команде выиграть Кубок Эда Чиновета, одержав верх над «Ванкувер Джайэнтз». «Тайгерз» получили возможность побороться за главный юниорский трофей — Мемориальный кубок, но проиграли «Джайантс», которые являлись хозяевами турнира.

## Драфт НХЛ. Профессиональная карьера
На драфте НХЛ 2005 года Даррена Хелма выбрали «Детройт Ред Уингз» в пятом раунде. На профессиональном уровне Хелм дебютировал в АХЛ, в «Гранд-Рапидс Гриффинс», являющемся фарм-клубом «Ред Уингз». За «Гриффинз» Даррен провел 67 матчей и набрал 31 очко (16+15), а также 30 минут штрафа.

## Стиль игры
Хелм отличается своими высокими скоростными качествами, умением играть в силовой хоккей, неплохо играет в неравных составах, в численном меньшинстве.

## Трофеи в НХЛ
- Кубок Стэнли 2008
- Кубок Стэнли 2022

## Статистика
| Легенда | Легенда                    | Легенда | Легенда                   | Легенда | Легенда    |
| ------- | -------------------------- | ------- | ------------------------- | ------- | ---------- |
| И       | Количество проведённых игр | Штр     | Штрафное время            | +/−     | Плюс-минус |
| Г       | Голы                       | П       | Голевые передачи          | О       | Очки       |
| -       | Статистика неизвестна      | —       | Статистика не учитывалась |         |            |